# Municipio de Flat Creek (Dakota del Sur)
El municipio de Flat Creek (en inglés: Flat Creek Township) es un municipio ubicado en el condado de Perkins en el estado estadounidense de Dakota del Sur. En el año 2010 tenía una población de 15 habitantes y una densidad poblacional de 0,16 personas por km².

## Geografía
El municipio de Flat Creek se encuentra ubicado en las coordenadas 45°52′12″N 102°13′55″O / 45.87000, -102.23194. Según la Oficina del Censo de los Estados Unidos, el municipio tiene una superficie total de 93.35 km², de la cual 93,09 km² corresponden a tierra firme y (0,28 %) 0,26 km² es agua.

## Demografía
Según el censo de 2010, había 15 personas residiendo en el municipio de Flat Creek. La densidad de población era de 0,16 hab./km². De los 15 habitantes, el municipio de Flat Creek estaba compuesto por el 100 % blancos. Del total de la población el 0 % eran hispanos o latinos de cualquier raza.